# Seohak
Seohak foi a introdução da tecnologia, filosofia e, mais proeminentemente, catolicismo e ideias ocidentais para a Coreia de Joseon no século XVIII. Também é ocasionalmente referido como Cheonjuhak (hangul: 천주학; hanja:  天主學; MR: Ch'ŏnchuhak), que significa "aprendizagem celestial". Literalmente significando "aprendizado ocidental", o antônimo de Seohak era Donghak (동학; 東學, lit. "aprendizado oriental"), que apresentava o neoconfucionismo e outras formas tradicionais de pensamento.

## História
O catolicismo entrou na Coreia indiretamente no século XVIII através da transmissão limitada de mensageiros reais carregando livros de missionários na China Qing. Desta forma, Seohak entrou lentamente na Coreia na forma de livros estrangeiros traduzidos para o chinês clássico. Isso é único porque o catolicismo originalmente se espalhou sem a influência direta dos missionários na Coreia. Embora, eventualmente, missionários estrangeiros entraram na Coreia em 1836.
Seohak era visto como uma filosofia ocidental, em vez de uma religião, que abraçava novas tecnologias. Este movimento foi inicialmente aceito apenas por uma minoria de pensadores progressistas e ainda menos pessoas estavam dispostas a aceitar o aspecto católico de Seohak.
Alegadamente, em 1784, depois que Yi Seung-hun foi batizado em Pequim, ele veio para Seul e batizou Yi Byuk na casa pessoal de Kim Pom-u no local atual da Catedral de Myeongdong. Na primavera de 1785, este local foi o local de uma prisão por realizar uma reunião religiosa. Embora Yi Sung-hun fosse libertado, Kim Pom-u seria mais tarde lembrado como o primeiro mártir católico na Coreia após seu exílio inicial e subsequente execução.

## Controvérsia
Muitos da elite coreana viam Seohak como uma forma modificada de budismo que ameaçava a ordem social da época. Além disso, promoveu a ideia de igualdade social que desafiava a ordem estabelecida na época. Silhak, um movimento de reforma local, foi o preferido.
Vale a pena notar que na Coreia, na época, apenas as elites sabiam ler - assim, o confronto Seohak-Silhak foi um desacordo intra-elite.
Além disso, muitos católicos coreanos se recusaram a fazer o culto aos ancestrais devido a conflitos religiosos. Isso acabou levando à Perseguição Católica de 1801.